# غراند ليك (كولورادو)
غراند ليك (بالإنجليزية: Grand Lake, Colorado)‏ هي بلدة تقع في مقاطعة غراند، كولورادو بولاية كولورادو في الولايات المتحدة. تأسست عام 1879، تبلغ مساحتها 2.5 (كم²)، وترتفع عن سطح البحر 2551 م، بلغ عدد سكانها 447 نسمة في عام 2000 حسب إحصاء مكتب تعداد الولايات المتحدة وتصل الكثافة السكانية فيها 178.8 نسمة/كم2.

## وصلات خارجية
- Town of Grand Lake
- The US50 - Cities and Towns in Colorado State
- Colorado Cities and Towns, Facts, Map, Flag, Colleges, Government, and More